# Max Popiersch
Max Popiersch (ur. 26 maja 1893 w Pszczynie, zm. 21 kwietnia 1942 w Lublinie) – jeden z lekarzy SS pełniących służbę w obozach koncentracyjnych i SS-Sturmbannführer.
Weteran I wojny światowej odznaczony Krzyżem Żelaznym II klasy i członek Freikorps. Doktor medycyny, członek SS o nr identyfikacyjnym  176467. Należał do stowarzyszenia Lebensborn. W początkach 1940 rozpoczął w Buchenwaldzie służbę w obozach koncentracyjnych. Od czerwca 1940 do końca września 1941 był lekarzem garnizonowym w Auschwitz. Od 1 października 1941 Popiersch był lekarzem obozowym w Majdanku. Na początku 1942 zachorował na tyfus. Zmarł na tę chorobę w lubelskim szpitalu w kwietniu 1942.